# Tommaso David
Tommaso David (Esperia, 28 febbraio 1875 – Genova, 11 novembre 1959) è stato un marinaio e militare italiano.
Maggiore del C.R.E.M., veterano della guerra italo-turca e della prima guerra mondiale, pluridecorato al valor militare, nel corso del 1941, durante la seconda guerra mondiale, si arruolò volontario nella Milizia Volontaria Anti Comunista della Dalmazia operando in azioni di contrasto alle attività partigiane. Dopo l'armistizio dell'8 settembre 1943 aderì alla Repubblica Sociale Italiana e ricoprì l'incarico di comandante del "Gruppo Servizi Autonomi", il servizio di controspionaggio della RSI. Poco prima della fine delle ostilità fu convocato da Mussolini, che gli affidò un plico di documenti, che secondo alcuni autori conteneva parte del Carteggio Churchill-Mussolini, relativo agli anni 1940-1945. Nel dopoguerra fu decorato con la Medaglia d'oro al valor militare a vivente, in relazione ai combattimenti sostenuti a Zaton, Gospa e Srimska l'8 dicembre 1942.

## Biografia
Nacque ad Esperia il 28 febbraio 1875, e si arruolò volontario nella Regia Marina nel 1896 come Allievo cannoniere. Prese parte alla guerra italo-turca (1911-1912) con il grado di capo cannoniere di 3ª classe, imbarcato sulla nave da battaglia Napoli, venendo decorato con una Medaglia di bronzo al valor militare per una brillante azione a Derna. Conseguito il diploma di Maestro d'Arme nel 1913, entrò all'Accademia Navale di Livorno con il compito di insegnante degli Allievi Ufficiali. Con l'entrata in guerra  del Regno d'Italia, il 24 maggio 1915, lasciò l'Accademia per partecipare alle operazioni belliche, dapprima a bordo di unità navali, e poi in seno alla Brigata "Marina". Durante i combattimenti vicino a Palazzolo, nel 1917, si guadagnò una seconda Medaglia di bronzo al valor militare e la promozione a sottotenente del C.R.E.M. per meriti di guerra.
Nel 1919, dietro sua domanda, passò in posizione ausiliaria riprendendo l'attività educativa e di insegnamento all'Istituto Nautico di Gaeta, passando poi a quello di La Spezia, dove, dietro il suo personale interessamento, fu istituita la Scuola Magistrale per Maestri di scherma. Dopo aver partecipato alla Marcia su Roma, tra l'inizio del 1926 e l'estate del 1928 ricoprì la carica di Podestà di Casalvieri.
Tra il 1935 e il 1937 prese parte, con il grado di capitano del C.R.E.M., alla guerra d'Etiopia, al cui termine fu collocato in posizione di riserva con il grado di 1º Capitano. Dedicatosi all'attività commerciale, nel 1941, dopo la campagna di Jugoslavia, si trasferì a Zara, in Dalmazia per impiantarvi degli allevamenti di militi. 
In seguito all'inizio delle ostilità con l'Unione Sovietica, in Dalmazia iniziarono le operazioni della guerriglia partigiana, dapprima presero le armi i cetnici fedeli alla monarchia in esilio, e poi gli aderenti al partito comunista. Per contrastare tali attività fu costituita la Milizia Volontaria Anti Comunista della Dalmazia, formata da due distinte unità, inquadrate nella Divisione "Dalmazia". Dietro sua richiesta rientrò in servizio attivo con il grado di maggiore del C.R.E.M., assumendo il comando della 2ª Banda Anticomunista (BAC) "Novegradi". Si distinse particolarmente nel novembre-dicembre 1942, quando nella zona di Sebenico contrastò efficacemente l'attività di una formazione partigiana meritandosi la concessione della Medaglia d'argento al valor militare.
All'atto dell'armistizio dell'8 settembre 1943 si trovava impegnato in un'azione di rastrellamento, e rientrato immediatamente a Zara, trovò i reparti del Regio Esercito in stato di discioglimento. Assunto il comando militare della città collaborò con i tedeschi al mantenimento dell'ordine pubblico, continuando anche le attività antipartigiane, ma sempre sotto la bandiera italiana.  I brillanti risultati ottenuti dal suo reparto diedero fastidio al comando militare tedesco, che approfittò di una sua visita in Italia a Benito Mussolini, impedendogli di rientrare in Dalmazia al termine della stessa. Entrato nella Guardia Nazionale Repubblicana con il grado di tenente colonnello, Mussolini lo nominò comandante del "Gruppo Servizi Autonomi", il servizio di controspionaggio della RSI, costituito a Roma Sotto il nome di copertura di Dott. De Santis, costituì una speciale unità femminile, denominata "Allevamento volpi argentate", che operò in attività di spionaggio e sabotaggio oltre le linee nemiche.

### Il carteggio Churchill-Mussolini
Considerato un intimo di Mussolini, nell'aprile 1945 quest'ultimo lo convocò a Gardone e gli affidò una borsa contenente importanti documenti e segreti di stato, tra cui il carteggio intercorso tra il duce e Winston Churchill. Al termine del conflitto, nel luglio 1945 si nascose, sotto il falso nome di professor Luigi Grossi, a Merano, dando lezioni di scherma e interessandosi anche ad altri sport. Per evitare di essere catturato ed estradato in Jugoslavia, a partire dai primi mesi del 1948 si trasferì da un nascondiglio all'altro, rientrando a Merano solo nel novembre dello stesso anno. Si avvicinò agli ambienti democristiani e nel 1949 cercò di farsi registrare all'anagrafe con il suo vero nome, ma fu immediatamente denunciato. Nel novembre 1951  fu sottoposto a processo per aver fornito false generalità, ma egli si difese, asserendo di avere agito così per sfuggire alla vendetta dei partigiani jugoslavi, e disse di essere sottoposto a processo per il fatto di essere tuttora in possesso del carteggio Churchill-Mussolini. Il pretore di Merano dichiarò estinto il fatto per sopravvenuta amnistia. Dopo l'assoluzione delegò un proprio fiduciario, Giacomo Stufferi, per trattare con il Presidente del Consiglio Alcide De Gasperi: secondo l'autore Teodoro Francesconi, David avrebbe consegnato personalmente la borsa con i documenti a De Gasperi, pretendendo in cambio l'aministia per i detenuti fascisti e la concessione della Medaglia d'oro al valor militare per i combattimenti sostenuti a Zaton l'8 dicembre 1942.
Nel giugno 1956, dopo la morte di De Gasperi, gli fu concessa l'ambita decorazione a vivente, in commutazione della precedente Medaglia d'argento. Ritiratosi definitivamente a vita privata, si spense a Genova il 12 novembre 1959.

### Annotazioni
1. ↑  Allora facente parte della provincia di Caserta.
2. ↑  Al rientro in Italia sposò la signorina Angela Castelli, figlia di un armatore ligure. La coppia ebbe quattro figli: Ermenegildo, poi colonnello della Guardia di Finanza, Paolo, morto in seguito alle ferite riportate durante la guerra civile spagnola, Maria e Giovanna la quale ricoprì l'incarico di fiduciaria dei fasci femminili nella neocostituita provincia di Frosinone (1927) ed ebbe un ruolo di rilievo nella futura Repubblica Sociale Italiana.
3. ↑  Secondo l'autore Teodoro Francesconi fu in quel periodo che aderì al movimento fascista.
4. ↑  A quella data ricopriva il grado di 1° Seniore della Milizia Volontaria Sicurezza Nazionale.
5. ↑  Si trattava delle MVAC "Dimara" e "Zara". La MVAC "Dimara" era formata da elementi volontari dalmati e zaratini di fede greco ortodossa, e suddivisa in tre Bande Anticomuniste (BAC). La "Zara" era suddivisa in cinque BAC formate da elementi di fede cattolica.
6. ↑  Per questo compito il comando della Divisione "Zara" gli affidò la responsabilità di quattro Bande Auticomuniste (BAC), di un battaglione del 292º Reggimento fanteria, del battaglione CCNN "Tevere", di una compagnia di Camicie Nere del battaglione "Vespri", e di una batteria di pezzi d'artiglieria da 65/17 mm.
7. ↑  Denominata in seguito 2ª Brigata "Proletaria".
8. ↑  E anche al governo croato di Zagabria.
9. ↑  Il comando del "Gruppo Servizi Autonomo fu poi spostato a Milano, a Villa Hilche, situata in via Carlo Ravizza al civico 51.
10. ↑  Secondo il giornalista Mario Lombardo si trattava di documenti relativi al periodo 1940-1945, tra cui la richiesta fatta da Churchill a Mussolini di entrare in guerra al fianco della Germania per costituire un elemento di moderazione in caso di, probabile, vittoria tedesca.
11. ↑  Secondo la testimonianza della figlia Giovanna lo stesso Churchill lo cercò per rientrare in possesso di quella parte del carteggio che reputava estremamente compromettente. Churchill si recò personalmente presso l'abitazione di Giovanna David a Cittiglio alla ricerca del padre, mancandolo di poco in quanto si era trasferito a Pompei, presso alcuni conoscenti.
12. ↑  Per Elio Ricciardi si tratta di un provvedimento "veramente eccezionale considerando il clima politico del dopoguerra e il ruolo importante che l'interessato ebbe nei servizi segreti della R.S.I.
13. ↑  Anche Giacomo Stufferi ebbe una decorazione, fu infatti promosso Commendatore della Repubblica Italiana dal Presidente Giovanni Gronchi il 2 giugno 1956.

### Fonti
1. 1 2 3 4 5  Francesconi 2006, p. 47.
2. 1 2 3 4 5  Vento 2010, p. 371.
3. 1 2 3 4 5  Lombardo 1995, p. 110.
4. ↑  Francesconi 2006, p. 48.
5. 1 2  Conti 1988, p. 6.
6. 1 2 3  Francesconi 2006, p. 49.
7. ↑  Francesconi 2006, p. 51.
8. 1 2 3 4  Mimmo Franzinelli,  L'arma segreta del duce: La vera storia del Carteggio Churchill-Mussolini, Rizzoli Editore, Milano, 2015.
9. ↑  Lombardo 1995, p. 111.
10. 1 2  Lombardo 1995, p. 112.
11. 1 2 3  Lombardo 1995, p. 113.
12. 1 2  Francesconi 2006, p. 52.